# ان‌جی‌سی ۷۲۵۰
ان‌جی‌سی ۷۲۵۰ (انگلیسی: NGC 7250) نام یک کهکشان در صورت فلکی چلپاسه است.